# Caz (Hörfunksender)
Caz (eigene Schreibweise: CAZ!) ist ein niederländisches Privatradio, das vorrangig Pop, Dance und Urban spielt. Caz startete am 18. April 2006 um 6:00 Uhr auf der ehemaligen landesweiten UKW-Frequenz von Yorin FM.

## Geschichte
Beim Programmstart im April 2006 gehörte der Sender zur SBS Broadcasting BV, die am 1. Juli 2007, 14 Monate nach dem Start, von der ProSiebenSat.1 Media AG übernommen wurde. Die SBS Broadcasting Group verkaufte den Sender Caz weiter an die Arrow Senderkette. Die ehemalige UKW-Frequenz von Caz verwendet Arrow heute für die Verbreitung des Senders Arrow Classic Rock der bis dahin nur via Mittelwelle zu empfangen war. Somit ist der Sender nur noch via Kabel, Internet und DVB-T zu empfangen. Die Station wird von dem ehemaligen BNN-Direktor Gerard Timmer geleitet.
Der Sender wollte eine stärkere Verbindung zwischen dem Radiosender und der dazugehörige Website schaffen. Im Vergleich zu Yorin FM sind die DJs mehr an die Playlisten gebunden. Das führte unter anderem zum Rücktritt des Yorin FM DJ Rob Stenders.
Mit dem Verlust der UKW-Frequenz und somit auch dem massiven Zuhörerverlust hat die Programmvielfalt stark nachgelassen. Das Programm besteht heute überwiegend aus computergesteuerten Inhalten, so dass Livesendungen mit den verbliebenen drei Moderatoren eher die Ausnahme sind. Die Studio Webcams wurden ebenfalls kurz nach der Übernahme weggedreht bzw. abgeschaltet, damit man nicht ein nahezu den ganzen Tag unbesetztes Studio sieht.
Besonderer Höhepunkt des Programms war der wöchentliche „Welcome to your weekend mix“ von DJ Martin Pieters, der immer freitags ab 18:00 Uhr auf Caz zu hören war oder auch auf der Webseite als Podcast zum Download bereitstand. Seit dem 10. April 2009 ist der „Weekend Mix“ auf dem niederländischen Radiosender „Radio Decibel“ zu hören.
Von 10. Juli 2008 bis 10. März 2009 war der Sender jedoch wieder auf der Mittelwellen-Frequenz 828 kHz zu empfangen. Seit 11. März 2009 ist Arrow Classic Rock auf dieser Mittelwellen-Frequenz zu empfangen.

## Empfang
Caz ist in den Niederlanden über Kabel frei zu empfangen. Europaweit sendet Caz auch über den Satelliten Astra 1G 19,2°Ost (Freq.: 12,574 GHz, Pol.: Horizontal SR.: 22000 MSymb/s) und weltweit im Internet-Livestream. Außerdem sendet Caz über Digitenne (verschlüsseltes DVB-T).